# 溫大有
溫大有（6世纪574年后—618年），字彥將，并州祁縣（今山西祁縣東南）人。
出身官宦之家，其父溫君悠（溫君攸），官至隋朝泗州司馬。彥將有二位哥哥溫大臨（溫彥博）、溫大雅，溫家兄弟小時候，薛道衡稱其兄弟皆有卿相才。隋朝仁壽年間（601年—604年），尚書右丞李綱上表推薦，授羽騎尉。李渊太原起兵，封大有为太原令，隨李世民攻擊西河，升大将军府记室。武德元年（618年），升任中书侍郎。封清河郡公。不久病逝。追封为鸿胪卿，谥号敬。
有子温瓒、温瑜、温瑾、温璩。